# Brookshire
Brookshire ist eine Stadt im Waller County im Bundesstaat Texas der Vereinigten Staaten. Das U.S. Census Bureau hat bei der Volkszählung 2020 eine Einwohnerzahl von 5.066 ermittelt.

## Geographie
Die Stadt liegt am U.S. Highway 90 und an der 3960 Kilometer langen in Ost-West-Richtung verlaufenden Interstate 10, im Süden des Waller County, etwa 50 Kilometer westlich von Houston. Sie hat eine Gesamtfläche von 9,1 km².

## Geschichte
Brookshire wurde 1946 als Stadt aufgenommen. Benannt wurde sie nach Captain Nathan Brookshire, einem Mitglied von Stephen F. Austins 5. Kolonne im Jahr 1835. 1893 wurde das erste Postbüro eröffnet und mit der Brookshire Times kurze Zeit später die erste Zeitung herausgebracht. 1920 war die Einwohnerzahl auf 1250 gestiegen und 1980 betrug sie 2244 Einwohner.

## Wirtschaft
Haupteinnahmequellen sind der Verkauf von in der Gegend produzierten Agrarprodukte wie Reis, Erdnüsse, Sojabohnen und die Rinderzucht.

## Demografische Daten
Nach der Volkszählung im Jahr 2000 lebten hier 3.450 Menschen in 1.138 Haushalten und 823 Familien. Die Bevölkerungsdichte betrug 379,5 Einwohner pro km2. Ethnisch betrachtet setzte sich die Bevölkerung zusammen aus 32,67 % weißer Bevölkerung, 38,20 % Afroamerikanern, 0,58 % amerikanischen Ureinwohnern, 0,38 % Asiaten, 0,03 % Bewohnern aus dem pazifischen Inselraum und 26,09 % aus anderen ethnischen Gruppen. Etwa 2,06 % waren gemischter Abstammung und 37,16 % der Bevölkerung waren spanischer oder lateinamerikanischer Abstammung.
Von den 1.138 Haushalten hatten 40,2 % Kinder unter 18 Jahre, die im Haushalt lebten. 44,5 % davon waren verheiratete, zusammenlebende Paare. 21,2 % waren allein erziehende Mütter und 27,6 % waren keine Familien. 23,6 % aller Haushalte waren Singlehaushalte und in 8,7 % lebten Menschen, die 65 Jahre oder älter waren. Die Durchschnittshaushaltsgröße betrug 3,03 und die durchschnittliche Größe einer Familie belief sich auf 3,56 Personen.
32,4 % der Bevölkerung waren unter 18 Jahre alt, 11,7 % von 18 bis 24, 30,6 % von 25 bis 44, 17,3 % von 45 bis 64, und 8,0 % die 65 Jahre oder älter waren. Das Durchschnittsalter war 28 Jahre. Auf 100 weibliche Personen aller Altersgruppen kamen 97,3 männliche Personen. Auf 100 Frauen im Alter von 18 Jahren und darüber kamen 92,7 Männer.

Das jährliche Durchschnittseinkommen eines Haushalts betrug 29.461 USD, das Durchschnittseinkommen einer Familie 32.017 USD. Männer hatten ein Durchschnittseinkommen von 25.032 USD gegenüber den Frauen mit 18.674 USD. Das Prokopfeinkommen betrug 12.235 USD. 18,7 % der Bevölkerung und 14,5 % der Familien lebten unterhalb der Armutsgrenze. Davon waren 24,1 % Kinder und Jugendliche unter 18 Jahren und 8,1 % waren 65 oder älter.